# لوليان بورسوك
لوليان بورسوك (بالرومانية: Iulian Bursuc)‏ (23 سبتمبر 1976 - ) هو لاعب كرة قدم مولدوفي في مركز جناح ‏. شارك مع منتخب مولدوفا لكرة القدم. أما مع النوادي، فقد لعب مع نادي آكتوبه ونادي تيراسبول ونادي جالغيريس ونادي داسيا كيشيناو وFC Agro-Goliador Chișinău ‏ وFC Nistru Otaci ‏ وFK Tauras Tauragė ‏ وFC Savit Mogilev ‏.

## وصلات خارجية
- لوليان بورسوك على موقع قاعدة بيانات كرة القدم.إي يو (الإنجليزية)
- لوليان بورسوك على موقع ناشيونال فوتبول تيمز (الإنجليزية)
- لوليان بورسوك على موقع Soccerway.com (الإنجليزية)